# Liste der IATA-Codes/D
Diese Teilliste führt alle IATA-Flughafencodes auf, die mit „D“ beginnen, und enthält Informationen zu den bezeichneten Verkehrsknotenpunkten.

## DA
| IATA | ICAO | Flughafen                               | Ort             | Region               | Land                |
| ---- | ---- | --------------------------------------- | --------------- | -------------------- | ------------------- |
| DAA  | KDAA | Davison Army Airfield                   | Fort Belvoir    | Virginia             | Vereinigte Staaten  |
| DAB  | KDAB | Daytona Beach International Airport     | Daytona Beach   | Florida              | Vereinigte Staaten  |
| DAC  | VGZR | Internationaler Flughafen Zia           | Dhaka           | Dhaka                | Bangladesch         |
| DAD  | VVDN | Internationaler Flughafen Đà Nẵng       | Đà Nẵng         | Đà Nẵng              | Vietnam             |
| DAE  | VEDZ | Flughafen Daparizo                      | Deparijo        | Assam                | Indien              |
| DAF  | KDAF | Flughafen Daup                          | Daup            | Madang               | Papua-Neuguinea     |
| DAG  | KDAG | Flughafen Barstow-Daggett               | Daggett         | Kalifornien          | Vereinigte Staaten  |
| DAH  | –    | Flughafen Dathina                       | Dathina         | Abyan                | Jemen               |
| DAJ  | –    |                                         | Dauan           | Queensland           | Australien          |
| DAK  | HEDK | Flughafen Dachla                        | Dachla          | al-Wadi al-dschadid  | Ägypten             |
| DAL  | KDAL | Flughafen Dallas Love Field             | Dallas          | Texas                | Vereinigte Staaten  |
| DAM  | OSDI | Flughafen Damaskus                      | Damaskus        | Rif Dimaschq         | Syrien              |
| DAN  | KDAN | Regionalflughafen Danville              | Danville        | Virginia             | Vereinigte Staaten  |
| DAO  | –    |                                         | Dabo            | Oro Province         | Papua-Neuguinea     |
| DAP  | VNDL |                                         | Darchula        | Mahakali             | Nepal               |
| DAR  | HTDA | Flughafen Daressalam                    | Daressalam      | Daressalam           | Tansania            |
| DAS  | –    | Great Bear Lake Airport                 | Großer Bärensee | Nordwest-Territorien | Kanada              |
| DAT  | ZBDT | Flughafen Datong-Yungang                | Datong          | Shanxi               | Volksrepublik China |
| DAU  | AYDU |                                         | Daru            | Western Province     | Papua-Neuguinea     |
| DAV  | MPDA | Internationaler Flughafen Enrique Malek | David           | Chiriquí             | Panama              |
| DAW  | KDAW | Flughafen Skyhaven                      | Rochester       | New Hampshire        | Vereinigte Staaten  |
| DAX  | ZUDX |                                         | Dazhou          | Sichuan              | Volksrepublik China |
| DAY  | KDAY | Dayton International Airport            | Dayton          | Ohio                 | Vereinigte Staaten  |
| DAZ  | OADZ | Flugplatz Darwaz                        | Darwaz          | Badakhshan           | Afghanistan         |

## DB
| IATA | ICAO | Flughafen                          | Ort          | Region              | Land               |
| ---- | ---- | ---------------------------------- | ------------ | ------------------- | ------------------ |
| DBA  | OPDB |                                    | Dalbandin    | Belutschistan       | Pakistan           |
| DBB  | HEAL | El Alamein International Airport   | el-Alamein   | Gouvernement Matruh | Ägypten            |
| DBD  | VEDB |                                    | Dhanbad      | Jharkhand           | Indien             |
| DBK  | –    | Dutch Bay (Wasserflugplatz)        | Kalpitiya    | Nordwestprovinz     | Sri Lanka          |
| DBM  | HADM |                                    | Debre Markos | Amhara              | Äthiopien          |
| DBN  | KDBN | Flughafen W. H. „Bud“ Barron       | Dublin       | Georgia             | Vereinigte Staaten |
| DBO  | YSDU |                                    | Dubbo        | New South Wales     | Australien         |
| DBP  | –    | Debapare Airport                   | Debepare     | Western             | Papua-Neuguinea    |
| DBQ  | KDBQ | Regionalflughafen Dubuque          | Dubuque      | Iowa                | Vereinigte Staaten |
| DBR  | VEDH | Flughafen Darbhanga                | Darbhanga    | Bihar               | Indien             |
| DBS  | –    | Kommunaler Flughafen Dubois        | Dubois       | Idaho               | Vereinigte Staaten |
| DBT  | HADT | Flughafen Debre Tabor              | Debre Tabor  | Amhara              | Äthiopien          |
| DBU  | –    | Dambulu Oya Tank (Wasserflugplatz) | Dambulla     | Zentralprovinz      | Sri Lanka          |
| DBV  | LDDU | Flughafen Dubrovnik                | Dubrovnik    | Dubrovnik-Neretva   | Kroatien           |
| DBY  | YDAY |                                    | Dalby        | Queensland          | Australien         |

## DC
| IATA | ICAO | Flughafen                                 | Ort              | Region            | Land                         |
| ---- | ---- | ----------------------------------------- | ---------------- | ----------------- | ---------------------------- |
| DCA  | KDCA | Ronald Reagan Washington National Airport | Washington, D.C. | Virginia          | Vereinigte Staaten           |
| DCF  | TDCF | Canefield Airport                         | Roseau           | Saint George      | Dominica                     |
| DCG  | –    | Dubai Creek (Wasserflugplatz)             | Dubai            | Dubai (Emirat)    | Vereinigte Arabische Emirate |
| DCI  | LIED | Militärflugplatz Decimomannu              | Decimomannu      | Sardinien         | Italien                      |
| DCK  | –    |                                           | Dahl Creek       | Alaska            | Vereinigte Staaten           |
| DCM  | LFCK | Flughafen Castres-Mazamet                 | Castres          | Okzitanien        | Frankreich                   |
| DCN  | YCIN | RAAF Base Curtin                          | Derby            | Western Australia | Australien                   |
| DCR  | KDCR | Flughafen Decatur Hi-Way                  | Decatur          | Indiana           | Vereinigte Staaten           |
| DCT  | MYRD |                                           | Duncan Town      | Ragged Island     | Bahamas                      |
| DCU  | KDCU | Regionalflughafen Pryor Field             | Decatur          | Alabama           | Vereinigte Staaten           |
| DCY  | ZUDC | Flughafen Dabba-Yardêng                   | Dabba            | Sichuan           | Volksrepublik China          |

## DD
| IATA | ICAO | Flughafen              | Ort             | Region      | Land                |
| ---- | ---- | ---------------------- | --------------- | ----------- | ------------------- |
| DDC  | KDDC | Flughafen Dodge City   | Dodge City      | Kansas      | Vereinigte Staaten  |
| DDG  | ZYDD |                        | Dandong         | Liaoning    | Volksrepublik China |
| DDI  | –    | Daydream Island Resort | Daydream Island | Queensland  | Australien          |
| DDM  | –    | Flughafen Dodoima      | Dodoima         | Oro         | Papua-Neuguinea     |
| DDN  | YDLT |                        | Delta Downs     | Queensland  | Australien          |
| DDP  | –    | Flughafen Dorado Beach | Dorado          | Puerto Rico | Vereinigte Staaten  |
| DDU  | OPDD |                        | Dadu            | Sindh       | Pakistan            |

## DE
| IATA | ICAO | Flughafen                               | Ort             | Region                     | Land               |
| ---- | ---- | --------------------------------------- | --------------- | -------------------------- | ------------------ |
| DEA  | OPDG |                                         | Dera Ghazi Khan | Punjab                     | Pakistan           |
| DEB  | LHDC | Flughafen Debrecen                      | Debrecen        | Hajdú-Bihar                | Ungarn             |
| DEC  | KDEC |                                         | Decatur         | Illinois                   | Vereinigte Staaten |
| DED  | VIDN | Flughafen Dehradun                      | Dehradun        | Uttarakhand                | Indien             |
| DEE  | UHSM | Flughafen Juschno-Kurilsk               | Juschno-Kurilsk | Oblast Sachalin            | Russland           |
| DEF  | OIAD |                                         | Dezful          | Chuzestan                  | Iran               |
| DEH  | KDEH | Kommunaler Flughafen Decorah            | Decorah         | Iowa                       | Vereinigte Staaten |
| DEI  | FSSD |                                         | Denis Island    | La Digue and Inner Islands | Seychellen         |
| DEL  | VIDP | Internationaler Flughafen Indira Gandhi | Delhi           | Delhi                      | Indien             |
| DEM  | HADD |                                         | Dembidollo      | Oromiyaa                   | Äthiopien          |
| DEN  | KDEN | Internationaler Flughafen Denver        | Denver          | Colorado                   | Vereinigte Staaten |
| DEP  | VEDZ | Flughafen Daporijo                      | Daporijo        | Arunachal Pradesh          | Indien             |
| DER  | –    |                                         | Derim           | Morobe                     | Papua-Neuguinea    |
| DES  | FSDR |                                         | Desroches       | Outer Islands              | Seychellen         |
| DET  | KDET | Kommunaler Flughafen Coleman A. Young   | Detroit         | Michigan                   | Vereinigte Staaten |
| DEX  | WAVD | Flughafen Dekai - Nop Goliat            | Dekai           | Papua                      | Indonesien         |
| DEZ  | OSDZ | Flughafen Deir ez-Zor                   | Deir ez-Zor     | Deir ez-Zor                | Syrien             |

## DF
| IATA | ICAO | Flughafen                                   | Ort               | Region     | Land               |
| ---- | ---- | ------------------------------------------- | ----------------- | ---------- | ------------------ |
| DFI  | KDFI | Flughafen Defiance Memorial                 | Defiance          | Ohio       | Vereinigte Staaten |
| DFP  | –    |                                             | Drumduff          | Queensland | Australien         |
| DFW  | KDFW | Internationaler Flughafen Dallas/Fort Worth | Dallas/Fort Worth | Texas      | Vereinigte Staaten |

## DG
| IATA | ICAO | Flughafen                                                            | Ort                 | Region            | Land                   |
| ---- | ---- | -------------------------------------------------------------------- | ------------------- | ----------------- | ---------------------- |
| DGA  | MZPB | Flugplatz Dangriga                                                   | Dangriga            | Stann Creek       | Belize                 |
| DGC  | –    |                                                                      | Degeh Bur           | Somali            | Äthiopien              |
| DGE  | YMDG |                                                                      | Mudgee              | New South Wales   | Australien             |
| DGL  | KDGL | Kommunaler Flughafen Douglas                                         | Douglas             | Arizona           | Vereinigte Staaten     |
| DGN  | KNDY | Flughafen Dahlgren Naval Surface Warfare Center (wird nicht bedient) | Dahlgren            | Virginia          | Vereinigte Staaten     |
| DGO  | MMDO | Flughafen Durango                                                    | Victoria de Durango | Durango           | Mexiko                 |
| DGP  | EVDA | Flughafen Daugavpils                                                 | Daugavpils          | –                 | Lettland               |
| DGR  | NZDA |                                                                      | Dargaville          | Northland         | Neuseeland             |
| DGT  | RPVD |                                                                      | Dumaguete           | Visayas           | Philippinen            |
| DGU  | DFOD |                                                                      | Dédougou            | Boucle du Mouhoun | Burkina Faso           |
| DGW  | KDGW | Flughafen Converse County                                            | Douglas             | Wyoming           | Vereinigte Staaten     |
| DGX  | EGDX | MOD St Athan                                                         | Barry               | Wales             | Vereinigtes Königreich |

## DH
| IATA | ICAO | Flughafen                    | Ort          | Region           | Land               |
| ---- | ---- | ---------------------------- | ------------ | ---------------- | ------------------ |
| DHA  | OEDR | King Abdullah Air Base       | Dhahran      | Asch-Scharqiyya  | Saudi-Arabien      |
| DHD  | YDRH |                              | Durham Downs | Queensland       | Australien         |
| DHI  | VNDH |                              | Dhangadhi    | Seti             | Nepal              |
| DHL  | ODAL | Flugplatz ad-Daliʿ           | ad-Dali'     | ad-Dāliʿ         | Jemen              |
| DHM  | VIGG | Flughafen Kangra             | Dharmshala   | Himachal Pradesh | Indien             |
| DHN  | KDHN | Regionalflughafen Dothan     | Dothan       | Alabama          | Vereinigte Staaten |
| DHR  | EHKD | Flughafen De Kooy            | Den Helder   | Nordholland      | Niederlande        |
| DHT  | KDHT | Kommunaler Flughafen Dalhart | Dalhart      | Texas            | Vereinigte Staaten |

## DI
| IATA | ICAO | Flughafen                                           | Ort                   | Region                                   | Land                |
| ---- | ---- | --------------------------------------------------- | --------------------- | ---------------------------------------- | ------------------- |
| DIA  | OTBD | Internationaler Flughafen Doha                      | Doha                  | Doha                                     | Katar               |
| DIB  | VEMN | Flughafen Dibrugarh                                 | Dibrugarh             | Assam                                    | Indien              |
| DIC  | WPDH | Hubschrauberlandeplatz Dili                         | Dili                  | Dili                                     | Osttimor            |
| DIE  | FMNA | Flughafen Antsiranana                               | Antsiranana           | Antsiranana                              | Madagaskar          |
| DIG  | ZPDQ | Flughafen Dêqên                                     | Shangri-La            | Yunnan                                   | Volksrepublik China |
| DIJ  | LFSD | Flughafen Dijon-Bourgogne                           | Dijon                 | Bourgogne-Franche-Comté                  | Frankreich          |
| DIK  | KDIK | Regionalflughafen Dickinson – Theodore Roosevelt    | Dickinson             | North Dakota                             | Vereinigte Staaten  |
| DIL  | WPDL | Internationaler Flughafen Presidente Nicolau Lobato | Dili                  | Dili                                     | Osttimor            |
| DIM  | DIDK | Flugplatz Dimbokro                                  | Dimbokro              | N’zi-Comoé                               | Elfenbeinküste      |
| DIN  | VVDB | Flughafen Điện Biên Phủ                             | Điện Biên Phủ         | Điện Biên                                | Vietnam             |
| DIO  | PPDM | Hubschrauberlandeplatz Diomede                      | Kleine Diomedes-Insel | Alaska                                   | Vereinigte Staaten  |
| DIP  | DFED |                                                     | Diapaga               | Tapoa                                    | Burkina Faso        |
| DIQ  | SNDV |                                                     | Divinópolis           | Minas Gerais                             | Brasilien           |
| DIR  | HADR | Internationaler Flughafen Aba Tenna D. Yilma        | Dire Dawa             | Dire Dawa                                | Äthiopien           |
| DIS  | FCPD | Flughafen Dolisie                                   | Dolisie               | Niari                                    | Republik Kongo      |
| DIU  |      | Flughafen Diu                                       | Diu                   | Dadra und Nagar Haveli und Daman und Diu | Indien              |
| DIV  | DIDV | Flugplatz Divo                                      | Divo                  | Sud-Bandama                              | Elfenbeinküste      |
| DIY  | LTCC | Flughafen Diyarbakır                                | Diyarbakir            | Südostanatolien                          | Türkei              |

## DJ
| IATA | ICAO | Flughafen                               | Ort            | Region         | Land               |
| ---- | ---- | --------------------------------------- | -------------- | -------------- | ------------------ |
| DJA  | DBBD | Flugplatz Djougou                       | Djougou        | Donga          | Benin              |
| DJB  | WIPA |                                         | Jambi          | Sumatra        | Indonesien         |
| DJE  | DTTJ | Internationaler Flughafen Djerba-Zarzis | Djerba         | Medenine       | Tunesien           |
| DJG  | DAAJ | Flughafen Djanet-Tiska                  | Djanet         | Illizi         | Algerien           |
| DJJ  | WAJJ | Flughafen Sentani                       | Jayapura       | Papua          | Indonesien         |
| DJM  | FCBD |                                         | Djambala       | Plateaux       | Republik Kongo     |
| DJN  | –    | Flughafen Delta Junction                | Delta Junction | Alaska         | Vereinigte Staaten |
| DJO  | DIDL | Flugplatz Daloa                         | Daloa          | Haut-Sassandra | Elfenbeinküste     |
| DJR  | YDAJ |                                         | Dajarra        | Queensland     | Australien         |
| DJU  | BIDV | Flugplatz Djúpivogur                    | Djúpivogur     | Austurland     | Island             |

## DK
| IATA | ICAO | Flughafen                                  | Ort          | Region             | Land               |
| ---- | ---- | ------------------------------------------ | ------------ | ------------------ | ------------------ |
| DKA  | DNKT | Flughafen Katsina                          | Katsina      | Katsina            | Nigeria            |
| DKI  | YDKI |                                            | Dunk Island  | Queensland         | Australien         |
| DKK  | KDKK | Flughafen Chautauqua County/Dunkirk        | Dunkirk      | New York           | Vereinigte Staaten |
| DKR  | GOOY | Flughafen Dakar-Yoff-Léopold Sédar Senghor | Dakar        | Dakar              | Senegal            |
| DKS  | UODD |                                            | Dikson       | Krasnojarsk        | Russland           |
| DKV  | YDVR |                                            | Kaltukatjara | Northern Territory | Australien         |

## DL
| IATA | ICAO | Flughafen                                    | Ort                       | Region                  | Land                |
| ---- | ---- | -------------------------------------------- | ------------------------- | ----------------------- | ------------------- |
| DLA  | FKKD | Flughafen Douala International               | Douala                    | Littoral                | Kamerun             |
| DLB  | –    |                                              | Dalbertis                 | Western                 | Papua-Neuguinea     |
| DLC  | ZYTL | Flughafen Dalian-Zhoushuizi                  | Dalian                    | Liaoning                | Volksrepublik China |
| DLD  | ENDI | Flughafen Dagali                             | Geilo                     | Buskerud                | Norwegen            |
| DLE  | LFGJ | Flughafen Dole-Jura                          | Tavaux                    | Bourgogne-Franche-Comté | Frankreich          |
| DLF  | KDLF | Luftwaffenbasis Laughlin                     | Del Rio                   | Texas                   | Vereinigte Staaten  |
| DLG  | PADL |                                              | Dillingham                | Alaska                  | Vereinigte Staaten  |
| DLH  | KDLH | Internationaler Flughafen Duluth             | Duluth                    | Minnesota               | Vereinigte Staaten  |
| DLI  | VVDL | Flughafen Lienkhang                          | Đà Lạt                    | Lâm Đồng                | Vietnam             |
| DLK  | YDLK | Dulkaninna Airport (wird nicht bedient)      | Dulkaninna                | South Australia         | Australien          |
| DLL  | KDLC | Flughafen Dillon County                      | Dillon                    | South Carolina          | Vereinigte Staaten  |
| DLM  | LTBS | Flughafen Dalaman                            | Dalaman                   | Muğla                   | Türkei              |
| DLN  | KDLN |                                              | Dillon                    | Montana                 | Vereinigte Staaten  |
| DLP  | –    | Disneyland Resort Paris                      | Marne-la-Vallée           | Île-de-France           | Frankreich          |
| DLS  | KDLS | Flughafen Columbia Gorge Regional/The Dalles | The Dalles                | Oregon                  | Vereinigte Staaten  |
| DLU  | ZPDL | Flughafen Dali                               | Dali                      | Yunnan                  | Volksrepublik China |
| DLV  | YDLV |                                              | Delissaville              | Northern Territory      | Australien          |
| DLY  | NVVD |                                              | Dillons Bay auf Erromango | Tafea                   | Vanuatu             |
| DLZ  | ZMDZ | Flughafen Dalandsadgad                       | Dalandsadgad              | Ömnö-Gobi-Aimag         | Mongolei            |

## DM
| IATA | ICAO | Flughafen                            | Ort               | Region          | Land               |
| ---- | ---- | ------------------------------------ | ----------------- | --------------- | ------------------ |
| DMA  | KDMA | Air-Force-Basis Davis Monthan        | Tucson            | Arizona         | Vereinigte Staaten |
| DMB  | UADD | Flughafen Aulie Ata                  | Taras             | Schambyl        | Kasachstan         |
| DMD  | YDMG |                                      | Doomadgee Mission | Queensland      | Australien         |
| DME  | UUDD | Flughafen Domodedowo                 | Moskau            | Zentralrussland | Russland           |
| DMK  | VTBD | Internationaler Flughafen Don Mueang | Bangkok           | Zentralthailand | Thailand           |
| DMM  | OEDF | König-Fahd-Flughafen                 | Dammam            | Asch-Scharqiyya | Saudi-Arabien      |
| DMN  | KDMN | Kommunaler Flughafen Deming          | Deming            | New Mexico      | Vereinigte Staaten |
| DMO  | KDMO | Flughafen Sedalia Memorial           | Sedalia           | Missouri        | Vereinigte Staaten |
| DMR  | –    |                                      | Dhamār            | Dhamār          | Jemen              |
| DMT  | SWDM |                                      | Diamantino        | Mato Grosso     | Brasilien          |
| DMU  | VEMR | Flughafen Dimapur                    | Dimapur           | Nagaland        | Indien             |

## DN
| IATA | ICAO | Flughafen                             | Ort                       | Region                | Land                   |
| ---- | ---- | ------------------------------------- | ------------------------- | --------------------- | ---------------------- |
| DNA  | RODN | Air-Force-Basis Kadena                | Okinawa                   | Kyūshū                | Japan                  |
| DNB  | YDBR |                                       | Dunbar                    | Queensland            | Australien             |
| DNC  | –    |                                       | Danané                    | Dix-Huit Montagnes    | Elfenbeinküste         |
| DND  | EGPN | Riverside Park Airport                | Dundee                    | Schottland            | Vereinigtes Königreich |
| DNF  | –    | Flughafen Martubah                    | Darna                     | Darna                 | Libyen                 |
| DNH  | ZLDH |                                       | Dunhuang                  | Gansu                 | Volksrepublik China    |
| DNI  | HSWD | Flughafen Wad Madani                  | Wad Madani                | al-Dschazira          | Sudan                  |
| DNK  | UKDD | Flughafen Dnipro                      | Dnipro                    | Oblast Dnipropetrowsk | Ukraine                |
| DNM  | –    |                                       | Denham                    | Western Australia     | Australien             |
| DNN  | KDNN | Kommunaler Flughafen Dalton           | Dalton                    | Georgia               | Vereinigte Staaten     |
| DNO  | SWDN |                                       | Dianópolis                | Tocantins             | Brasilien              |
| DNP  | VNDG | Flughafen Tulsipur                    | Dang                      | Rapti                 | Nepal                  |
| DNQ  | YDLQ |                                       | Deniliquin                | New South Wales       | Australien             |
| DNR  | LFRD | Flughafen Dinard-Pleurtuit-Saint-Malo | Dinard/Pleurtuit/St. Malo | Bretagne              | Frankreich             |
| DNS  | KDNS | Denison Municipal Airport             | Denison                   | Iowa                  | Vereinigte Staaten     |
| DNU  | –    |                                       | Dinangat                  | Morobe                | Papua-Neuguinea        |
| DNV  | KDNV | Flughafen Vermilion County            | Danville                  | Illinois              | Vereinigte Staaten     |
| DNX  | HSGG | Flughafen Galegu                      | Dinder-Nationalpark       | Sannar                | Sudan                  |
| DNZ  | LTAY | Flughafen Denizli-Çardak              | Denizli                   | Denizli               | Türkei                 |

## DO
| IATA | ICAO | Flughafen                   | Ort         | Region            | Land                   |
| ---- | ---- | --------------------------- | ----------- | ----------------- | ---------------------- |
| DOA  | –    |                             | Doany       | Antsiranana       | Madagaskar             |
| DOB  | WAPD |                             | Dobo        | Maluku            | Indonesien             |
| DOC  | –    |                             | Dornoch     | Schottland        | Vereinigtes Königreich |
| DOD  | HTDO | Flughafen Dodoma            | Dodoma      | Dodoma            | Tansania               |
| DOE  | –    |                             | Djoemoe     | Sipaliwini        | Suriname               |
| DOG  | HSDN | Flughafen Dunqula           | Dunqula     | asch-Schamaliyya  | Sudan                  |
| DOH  | OTHH | Hamad International Airport | Doha        | Doha              | Katar                  |
| DOI  | –    |                             | Doini       | Milne Bay         | Papua-Neuguinea        |
| DOK  | UKCC | Flughafen Donezk            | Donezk      | Oblast Donezk     | Ukraine                |
| DOL  | LFRG | Flughafen Deauville         | Deauville   | Normandie         | Frankreich             |
| DOM  | TDPD | Melville Hall Airport       | Marigot     | Saint Andrew      | Dominica               |
| DON  | –    |                             | Dos Lagunas | El Petén          | Guatemala              |
| DOO  | –    |                             | Dorobisoro  | Central Province  | Papua-Neuguinea        |
| DOP  | VNDP |                             | Dolpa       | Karnali           | Nepal                  |
| DOR  | DFEE |                             | Dori        | Sahel             | Burkina Faso           |
| DOS  | –    |                             | Dios        | Bougainville      | Papua-Neuguinea        |
| DOU  | SBDO | Flughafen Dourados          | Dourados    | Minas Gerais      | Brasilien              |
| DOV  | KDOV | Dover Air Force Base        | Dover       | Delaware          | Vereinigte Staaten     |
| DOX  | YDRA |                             | Dongara     | Western Australia | Australien             |

## DP
| IATA | ICAO | Flughafen                            | Ort                   | Region                                         | Land               |
| ---- | ---- | ------------------------------------ | --------------------- | ---------------------------------------------- | ------------------ |
| DPA  | KDPA | Flughafen Dupage                     | West Chicago          | Illinois                                       | Vereinigte Staaten |
| DPB  | SCBI | Flugplatz Pampa Guanaco              | Villa Cameron         | Región de Magallanes y de la Antártica Chilena | Chile              |
| DPE  | LFAB | Flugplatz Dieppe-Saint-Aubin         | Dieppe                | Normandie                                      | Frankreich         |
| DPG  | KDPG | Armeeflugplatz Michael               | Dugway Proving Ground | Utah                                           | Vereinigte Staaten |
| DPL  | RPMG | Flughafen Dipolog City               | Dipolog City          | Mindanao                                       | Philippinen        |
| DPO  | YDPO | Flughafen Devonport                  | Devonport             | Tasmanien                                      | Australien         |
| DPS  | WADD | Internationaler Flughafen Ngurah Rai | Denpasar              | Bali                                           | Indonesien         |
| DPU  | –    |                                      | Dumpu                 | Madang                                         | Papua-Neuguinea    |

## DQ
| IATA | ICAO | Flughafen               | Ort    | Region       | Land                |
| ---- | ---- | ----------------------- | ------ | ------------ | ------------------- |
| DQA  | ZYDQ | Flughafen Daqing Saertu | Daqing | Heilongjiang | Volksrepublik China |
| DQM  | OODQ | Flughafen Duqm          | Duqm   | al-Wusta     | Oman                |

## DR
| IATA | ICAO | Flughafen                         | Ort             | Region             | Land               |
| ---- | ---- | --------------------------------- | --------------- | ------------------ | ------------------ |
| DRA  | KDRA | Flughafen Desert Rock             | Mercury         | Nevada             | Vereinigte Staaten |
| DRB  | YDBY |                                   | Derby           | Western Australia  | Australien         |
| DRC  | –    | Flugplatz Dirico                  | Dirico          | Cuando             | Angola             |
| DRD  | YDOR |                                   | Dorunda         | Queensland         | Australien         |
| DRE  | KDRM |                                   | Drummond Island | Michigan           | Vereinigte Staaten |
| DRF  | –    |                                   | Drift River     | Alaska             | Vereinigte Staaten |
| DRG  | PADE |                                   | Deering         | Alaska             | Vereinigte Staaten |
| DRH  | –    |                                   | Dabra           | Papua              | Indonesien         |
| DRI  | KDRI | Regionalflughafen Beauregard      | DeRidder        | Louisiana          | Vereinigte Staaten |
| DRJ  | SMDA |                                   | Drietabbetje    | Sipaliwini         | Suriname           |
| DRK  |      | Bahía Drake Airport               | Bahía Drake     | Puntarenas         | Costa Rica         |
| DRM  | –    |                                   | Drama           | Ostmakedonien      | Griechenland       |
| DRN  | YDBI |                                   | Dirranbandi     | Queensland         | Australien         |
| DRO  | KDRO | Flughafen Durango                 | Durango         | Colorado           | Vereinigte Staaten |
| DRR  | YDRI |                                   | Durrie          | Queensland         | Australien         |
| DRS  | EDDC | Flughafen Dresden                 | Dresden         | Sachsen            | Deutschland        |
| DRT  | KDRT | Internationaler Flughafen Del Rio | Del Rio         | Texas              | Vereinigte Staaten |
| DRU  | –    |                                   | Drummond        | Montana            | Vereinigte Staaten |
| DRW  | YPDN | Internationaler Flughafen Darwin  | Darwin          | Northern Territory | Australien         |

## DS
| IATA | ICAO | Flughafen                                                         | Ort              | Region             | Land                   |
| ---- | ---- | ----------------------------------------------------------------- | ---------------- | ------------------ | ---------------------- |
| DSA  | EGCN | Flughafen „Robin Hood“ (ehemals Royal-Air-Force-Basis Finningley) | Doncaster        | England            | Vereinigtes Königreich |
| DSC  | FKKS |                                                                   | Dschang          | Ouest              | Kamerun                |
| DSD  | TFFA |                                                                   | La Désirade      | Guadeloupe         | Frankreich             |
| DSE  | HADC | Flughafen Kombolcha                                               | Dese             | Amhara             | Äthiopien              |
| DSI  | KDTS | Destin Executive Airport                                          | Destin           | Florida            | Vereinigte Staaten     |
| DSK  | OPDI | Dera Ismail Khan Airport                                          | Dera Ismail Khan | Khyber Pakhtunkhwa | Pakistan               |
| DSL  | –    |                                                                   | Daru             | Eastern            | Sierra Leone           |
| DSM  | KDSM | Internationaler Flughafen Des Moines                              | Des Moines       | Iowa               | Vereinigte Staaten     |
| DSN  | ZBDS |                                                                   | Dongsheng        | Guangdong          | Volksrepublik China    |
| DSS  | AIBD | Aéroport International Blaise Diagne                              | Dakar            | Thiès              | Senegal                |
| DSV  | KDSV | Kommunaler Flughafen Dansville                                    | Dansville        | New York           | Vereinigte Staaten     |
| DSY  | VDDS | Flughafen Dara Sakor                                              | Khemara Phoumin  | Koh Kong           | Kambodscha             |

## DT
| IATA | ICAO | Flughafen                                   | Ort             | Region              | Land               |
| ---- | ---- | ------------------------------------------- | --------------- | ------------------- | ------------------ |
| DTA  | KDTA | Kommunaler Flughafen Delta                  | Delta           | Utah                | Vereinigte Staaten |
| DTB  | WIMN | Internationaler Flughafen Silangit          | Siborong-Borong | Sumatra Utara       | Indonesien         |
| DTD  | –    |                                             | Datadawai       | Kalimantan Timur    | Indonesien         |
| DTE  | RPUD |                                             | Daet            | Bicol               | Philippinen        |
| DTL  | KDTL | Flughafen Detroit Lakes/Wething Field       | Detroit Lakes   | Minnesota           | Vereinigte Staaten |
| DTM  | EDLW | Flughafen Dortmund                          | Dortmund        | Nordrhein-Westfalen | Deutschland        |
| DTN  | KDTN | Flughafen Shreveport Downtown               | Shreveport      | Louisiana           | Vereinigte Staaten |
| DTT  | –    | Großraum Detroit                            | Detroit         | Michigan            | Vereinigte Staaten |
| DTW  | KDTW | Flughafen Detroit Metropolitan/Wayne County | Detroit         | Michigan            | Vereinigte Staaten |

## DU
| IATA | ICAO | Flughafen                                   | Ort                | Region              | Land               |
| ---- | ---- | ------------------------------------------- | ------------------ | ------------------- | ------------------ |
| DUA  | KDUA | Flughafen Eaker Field                       | Durant             | Oklahoma            | Vereinigte Staaten |
| DUB  | EIDW | Flughafen Dublin                            | Dublin             | Leinster            | Republik Irland    |
| DUC  | KDUC | Flughafen Halliburton Field                 | Duncan             | Oklahoma            | Vereinigte Staaten |
| DUD  | NZDN | Internationaler Flughafen Dunedin           | Dunedin            | Südinsel            | Neuseeland         |
| DUE  | FNDU |                                             | Dundo              | Lunda Norte         | Angola             |
| DUF  |      | Flughafen Pine Island                       | Corolla            | North Carolina      | Vereinigte Staaten |
| DUG  | KDUG | Internationaler Flughafen Bisbee/Douglas    | Douglas/Bisbee     | Arizona             | Vereinigte Staaten |
| DUI  |      | 1966 geschlossen                            | Duisburg           | Nordrhein-Westfalen | Deutschland        |
| DUJ  | KDUJ | DuBois Regional Airport                     | DuBois             | Pennsylvania        | Vereinigte Staaten |
| DUK  | FADK |                                             | Mtubatuba          | KwaZulu-Natal       | Südafrika          |
| DUM  | WIBD | Flughafen Pinang Kampai                     | Dumai              | Sumatra             | Indonesien         |
| DUN  | BGDU |                                             | Uummannaq (Dundas) | Qaanaaq             | Grönland           |
| DUQ  | –    |                                             | Duncan             | British Columbia    | Kanada             |
| DUR  | FADN | Internationaler Flughafen Durban (bis 2010) | Durban             | KwaZulu-Natal       | Südafrika          |
| DUR  | FALE | King Shaka International Airport (ab 2010)  | Durban             | KwaZulu-Natal       | Südafrika          |
| DUS  | EDDL | Flughafen Düsseldorf                        | Düsseldorf         | Nordrhein-Westfalen | Deutschland        |
| DUT  | PADU | Flughafen Unalaska                          | Unalaska           | Alaska              | Vereinigte Staaten |

## DV
| IATA | ICAO | Flughafen                                  | Ort             | Region             | Land               |
| ---- | ---- | ------------------------------------------ | --------------- | ------------------ | ------------------ |
| DVA  | LRDV |                                            | Deva            | Siebenbürgen       | Rumänien           |
| DVL  | KDVL | Regionalflughafen Devils Lake              | Devils Lake     | North Dakota       | Vereinigte Staaten |
| DVN  | KDVN | Davenport Municipal Airport                | Davenport       | Iowa               | Vereinigte Staaten |
| DVO  | RPMD | Internationaler Flughafen Francisco Bangoy | Davao City      | Mindanao           | Philippinen        |
| DVP  | YDPD |                                            | Davenport Downs | Queensland         | Australien         |
| DVR  | –    |                                            | Daly River      | Northern Territory | Australien         |
| DVT  | KDVT | Flughafen Deer Valley                      | Phoenix         | Arizona            | Vereinigte Staaten |

## DW
| IATA | ICAO | Flughafen                            | Ort           | Region         | Land                         |
| ---- | ---- | ------------------------------------ | ------------- | -------------- | ---------------------------- |
| DWA  | FWDW |                                      | Dwangwa       | Nkhotakota     | Malawi                       |
| DWB  | FMNO |                                      | Soalala       | Mahajanga      | Madagaskar                   |
| DWC  | OMDW | Flughafen Dubai-World Central        | Dubai         | Dubai (Emirat) | Vereinigte Arabische Emirate |
| DWD  | OEDW | Flughafen ad-Dawadimi                | ad-Dawadimi   | Riad           | Saudi-Arabien                |
| DWH  | KDWH | Flughafen David Wayne Hooks Memorial | Houston       | Texas          | Vereinigte Staaten           |
| DWN  | –    | Flughafen Downtown Airpark           | Oklahoma City | Oklahoma       | Vereinigte Staaten           |
| DWS  | –    | Walt Disney World Resort             | Orlando       | Florida        | Vereinigte Staaten           |

## DX
| IATA | ICAO | Flughafen                       | Ort     | Region         | Land                         |
| ---- | ---- | ------------------------------- | ------- | -------------- | ---------------------------- |
| DXB  | OMDB | Internationaler Flughafen Dubai | Dubai   | Dubai (Emirat) | Vereinigte Arabische Emirate |
| DXD  | –    |                                 | Dixie   | Queensland     | Australien                   |
| DXR  | KDXR | Kommunaler Flughafen Danbury    | Danbury | Connecticut    | Vereinigte Staaten           |

## DY
| IATA | ICAO | Flughafen             | Ort              | Region                      | Land                |
| ---- | ---- | --------------------- | ---------------- | --------------------------- | ------------------- |
| DYA  | YDYS |                       | Dysart           | Queensland                  | Australien          |
| DYG  | ZGDY |                       | Zhangjiajie      | Hunan                       | Volksrepublik China |
| DYL  | KDYL | Flughafen Doylestown  | Doylestown       | Pennsylvania                | Vereinigte Staaten  |
| DYM  | –    |                       | Diamantina Lakes | Queensland                  | Australien          |
| DYR  | UHMA | Flughafen Ugolny      | Anadyr           | Ferner Osten                | Russland            |
| DYS  | KDYS | Air-Force-Basis Dyess | Abilene          | Texas                       | Vereinigte Staaten  |
| DYU  | UTDD | Flughafen Duschanbe   | Duschanbe        | Nohijahoi tobei dschumhurij | Tadschikistan       |
| DYW  | –    |                       | Daly Waters      | Northern Territory          | Australien          |

## DZ
| IATA | ICAO | Flughafen                   | Ort          | Region     | Land                |
| ---- | ---- | --------------------------- | ------------ | ---------- | ------------------- |
| DZA  | FMCZ | Flughafen Dzaoudzi/Pamandzi | Dzaoudzi     | Mayotte    | Frankreich          |
| DZI  | –    |                             | Codazzi      | Cesar      | Kolumbien           |
| DZN  | UAKD | Flughafen Schesqasghan      | Schesqasghan | Qaraghandy | Kasachstan          |
| DZO  | SUDU | Flughafen Santa Bernardina  | Durazno      | Durazno    | Uruguay             |
| DZU  | ZUDZ |                             | Dazu         | Chongqing  | Volksrepublik China |